# 聂济峰
聂济峰（1914年—1992年），男，直隶（今河北）晋县人，中华人民共和国政治人物，中国人民解放军少将，曾任中共中央组织部业务组组长。